# Delta Muscae
Delta Muscae (δ Mus, δ Muscae) é a terceira estrela mais brilhante da constelação de Musca, com uma magnitude aparente de 3,62. Medições de paralaxe indicam que está a aproximadamente 91 anos-luz (27,9 parsecs) da Terra.
O sistema Delta Muscae é composto por duas estrelas que formam uma binária espectroscópica com um período orbital de 847 dias e uma excentricidade de 0,4. A estrela principal é uma gigante laranja com um tipo espectral de K2 III. Seu raio foi calculado em cerca de 16 vezes o raio solar. Com base na classe espectral, tem uma temperatura efetiva entre 3 500 e 4 900 K.